# André Anguissa
André-Frank Zambo Anguissa (ur. 16 listopada 1995 w Jaunde) – kameruński piłkarz, występujący na pozycji pomocnika we włoskim klubie Napoli oraz w reprezentacji Kamerunu.